# هوندشهورن
هوندشهورن (به لاتین: Hundshorn) یک کوه در سوئیس است که در کانتون برن واقع شده‌است. هوندشهورن ۲٬۹۲۹ متر بالاتر از سطح دریا واقع شده‌است.